# Colostygia pontiaria
Colostygia pontiaria là một loài bướm đêm trong họ Geometridae.